# Hrabstwo Dallas (Arkansas)

Piramida wieku hrabstwa

Hrabstwo Dallas (ang. Dallas County) – hrabstwo w stanie Arkansas w Stanach Zjednoczonych.
Obszar całkowity hrabstwa obejmuje powierzchnię 668,16 mil2 (1731 km²). Według danych z 2010 r. hrabstwo miało 8116 mieszkańców. Hrabstwo powstało 1 stycznia 1845.

## Główne drogi
- U.S. Highway 79
- U.S. Highway 167
- Highway 7
- Highway 8
- Highway 9
- Highway 46
- Highway 48

## Sąsiednie hrabstwa
- Hrabstwo Grant (północny wschód)
- Hrabstwo Cleveland (wschód)
- Hrabstwo Calhoun (południowy wschód)
- Hrabstwo Ouachita (południowy zachód)
- Hrabstwo Clark (zachód)
- Hrabstwo Hot Spring (północny zachód)

## Miasta i miejscowości
- Carthage
- Fordyce
- Sparkman